# Diocese de Fréjus-Toulon
A Diocese de Fréjus-Toulon (em latim: Dioecesis Foroiuliensis-Tolonensis; em francês: Diocèse de Fréjus-Toulon) é uma diocese latina da Igreja Católica no sudeste da França, na costa do Mediterrâneo. A atual diocese compreende o território da antiga Diocese de Fréjus, bem como o da antiga Diocese de Toulon. Em 1957, foi renomeada como Diocese de Fréjus-Toulon.

## História

### Duas dioceses influentes desde a sua criação
Cidade romana que data do final do século IV, a diocese de Fréjus é uma das mais antigas da França. Grandes bispos como São Leôncio e São Honorato contribuíram para a sua influência participando na fundação da abadia de Lérins.
Por sua vez, a diocese de Toulon foi criada no século V, após o desmembramento da de Arles. Seu quarto bispo, São Cipriano , marcou a cidade a ponto de se tornar seu padroeiro. Discípulo, amigo e biógrafo de São Cesário de Arles, opõe-se firmemente ao pensamento do pelagianismo que consiste em minimizar a graça de Deus em relação ao livre arbítrio do homem.

### Uma turbulenta história católica até o século XIX
Durante a Alta Idade Média, os ataques sarracenos semearam o terror e quebraram o fio da história das duas dioceses. É necessária uma reorganização: fundação de igrejas colegiadas de cónegos regulares, criação de mosteiros de homens e mulheres, construção de numerosas igrejas e capelas... As dioceses continuam a desenvolver-se cada uma por si.
Bispo de Fréjus em 1300, Jacques Duèse tornou-se Papa João XXII em 1316, aos 72 anos.
Depois das guerras religiosas, a diocese de Toulon tornou-se palco de inquietações ligadas à disputa entre os jesuítas e os jansenistas. Num contexto de acusações de bruxaria, o julgamento de Girard-Cadière (1731) e os “convulsionários” de Pignans (1736) deixaram a sua marca na história local.

### Nascimento da diocese de Fréjus-Toulon
A concordata de 1801 levou ao desaparecimento dos dois bispados históricos, absorvidos pelo de Aix. Restabelecido em 1822, o bispado de Fréjus ligou então os de Toulon e Grasse. Somente em 1852, por decreto consistorial, o bispo de Fréjus pôde finalmente ostentar o título de bispo de Fréjus e Toulon.
Vendida em leilão na sequência da secularização da propriedade eclesiástica, a abadia de Saint-Honorat de Lérins foi adquirida pelo bispo de Fréjus em 1859 e está colocada, ainda hoje, na ilha de Sainte Marguerite sob a jurisdição da diocese de Fréjus-Toulon.
O despovoamento progressivo de Haut-Var, o aumento da população costeira, especialmente na era de Toulon, e o destacamento do arcipreste de Grasse em 1886 levaram ao isolamento do bispado de Fréjus.
Por conveniência, a diocese recebeu o nome de “diocese de Fréjus-Toulon” em 28 de abril de 1957, depois foi transferida geograficamente para Toulon em 12 de janeiro de 1958. 

## Bispos

### Até 1000
- antes de 419 – 433:[3] Leôncio[4]
- 433–455: Teodoro[5]
- 463–465: Asterius[6]
- 475?: Auxilius[7]
- 484?–506: Victorinus[8]
- ? 524: Joannes (Jean, John) no Concílio de Arles em 524, um Bispo Joannes é mencionado, mas sem sua diocese. Conjectura-se que foi Bispo de Fréjus[9]
- 527–529: Lupercianus
- 541: Dionísio (Didier)
- 549–554: Expectatus
- 582: Epifânio
- 636: Martin
- 909–911: Bento
- 949–952: Gontar
- 973–1000?: Riculfus[10]

### 1000 a 1300
- 1010–1044: Gaucelme
- 1044–1091: Bertrand[11]
- 1091–1131: Berenger
- 1131–1145: Bertrand II.
- 1154–1157: Pierre de Montlaur
- 1166–1198: Fredol d'Anduze[12]
- 1198–1202: Guillaume du Pont
- 1203–1206: Raimond de Capella
- 1206–1212: Bermond Cornut
- 1212?–1215: Raimond de Puyricard
- 1220: Oliver
- 1224–1233 ?: Bertrand III. de Favas
- 1235–1248: Raimond Berenguer[13]
- 1248–1264: Bertrand de Saint-Martin
- 1264–1266: Pierre de Camaret
- 1267–1280 ?: Guillaume de la Fonte
- 1280?–1299: Bertrand V. Comarque

### 1300 a 1500
- 1300–1310:  Jacques Arnaud Duèze, mais tarde Papa João XXII
- 1318–1318: Bertrand VI. d'Aimini
- 1318–1340: Barthélémy Grassi
- 1340–1343: Jean d'Arpadelle
- 4 de junho de 1343 – 14 de março de 1346: Guillaume d'Aubussac[14]
- 7 de abril de 1346 – 1348: Pierre Alamanni
- 1348: Pierre du Pin (electus: transferido para Viterbo em 10 de dezembro de 1348)[15]
- 2 de março de 1349 – 9 de junho de 1360: Guillaume Amici (administrador)[16] (também Bispo de Apt e Bispo de Chartres)
- 1360–1361: Pierre Artaudi
- 1361–1364:  Guillaume de Ruffec
- 1364–1371: Raimond Daconis
- 1371–1385: Bertrand de Villemus
- 1385: Emanuel [17]
- 3 de agosto de 1385 – 13 Abril de 1405: Louis de Bouillac[18]
- 9 de setembro de 1409 – 1 de fevereiro 1422: Gilles Le Jeune[19]
- 1422–1449 ?: Jean Bélard
- 1449–1452: Jacques Juvénal des Ursins
- 1452–1453: Jacques Séguin
- 1453–1455: Guillaume-Hugues d'Estaing
- 1455–1462: Jean du Bellay
- 1462–1472: Léon Guérinet
- 1472: Réginald d'Angline
- 1472–1485: Urbano Fieschi (sênior)
- 15 de março de 1485 – 1487:[20] Niccolò Fieschi (transferido para Agde)
- 17 de setembro de 1487 – 26 de novembro de 1494: Rostan d'Ancesune (transferido para  Embrun)
- 25 de fevereiro de 1495 – 1511:[21] Niccolò Fieschi

### 1500 a 1800
Sob Luís XIV, que gozava do direito de nomear bispos para todas as sedes francesas, com exceção de Metz, Verdun e Toul, a Sé de Fréjus foi muitas vezes um trampolim inicial para carreiras de clérigos cujas ambições estavam em outro lugar.
- 5 de novembro de 1511 – 23 de janeiro de 1523:[23] Urbano Fieschi
 sobrinho do Cardeal Niccolò Fieschi
- 1524 – 15 de junho de 1424: Cardeal Niccolò Fieschi
- 1524–1534: Franciot des Ursins
- 1525–1564: Léon des Ursins
- 1565–1579: Bertrand de Romans
- 1579–1591: François de Bouliers
- 1591–1599 ?: Gérard Bellenger
- 1599–1637: Barthélémy Camelin
- 1637–1654: Pierre Camelin
- 1658–1674: Zongo Ondedei
- 1676–1678: Antoine de Clermont
- 1679–1680: Louis d'Anglure de Bourlemont[24]
- 1681–1697: Luc d'Aquin
- 1697–1699: Louis d'Aquin
- 1699–1715: André-Hercule de Fleury (1 de novembro de 1698 a 3 de maio de 1715)
- 1715–1739: Pierre de Castellane
- 1739–1765: Martin du Bellay
- 1766–1801: Emmanuel de Bausset
  - 1791–1799: Jean-Joseph Rigouard (Bispo Constitucional de Var)[25]

### Desde 1800
- Charles-Alexandre de Richery (8 de agosto de 1817 - 8 de fevereiro de 1829) (também Arcebispo de Aix)
- Louis-Charles-Jean-Baptiste Michel (16 de abril de 1829 - 22 de fevereiro de 1845)
- Casimir-Alexis-Joseph Wicart[26] (29 de março de 1845 - 3 de julho de 1855) (também Bispo de Laval)
- Joseph-Antoine-Henri Jordany[27] (6 de novembro de 1855 – março de 1876)
- Joseph-Sébastien-Ferdinand Terris (17 de março de 1876 - 8 de abril de 1885)
- Fédéric-Henri Oury (2 de março de 1886 - 3 de junho de 1890) (também Bispo de Dijon)
- Eudoxe-Irénée-Edouard Mignot (3 de junho de 1890 - 7 de dezembro de 1899) (auch Arcebispo de Albi)
- Aloys-Joseph-Eugène Arnaud (7 de dezembro de 1899 - 17 de junho de 1905)
- Félix-Adolphe-Camille-Jean-Baptiste Guillibert (21 de fevereiro de 1906 - 31 de maio de 1926)
- Auguste-Joseph-Marie Simeone (30 de julho de 1926 - 22 de outubro 1940)
- Auguste Joseph Gaudel (24 de setembro de 1941 - 30 de junho de 1960)
- Henri-Louis-Marie Mazerat (30 de julho de 1960 - 11 de dezembro de 1961) (também Bispo de Angers)
- Gilles-Henri-Alexis Barthe (4 de maio de 1962 - 8 de fevereiro de 1983)
- Joseph Théophile Louis Marie Madec (8 de fevereiro de 1983 - 16 de maio de 2000)
- Dominique Rey (16 de maio de 2000 – 7 de janeiro de 2025)
- François Touvet (10 de dezembro de 2023 (como coadjutor), 7 de janeiro de 2025 – presente)